# Gare de Viroflay-Rive-Droite
Ne doit pas être confondu avec Gare de Viroflay-Rive-Gauche.
La gare de Viroflay-Rive-Droite est une gare ferroviaire française de la ligne de Paris-Saint-Lazare à Versailles-Rive-Droite située dans la commune de Viroflay (département des Yvelines).
Ouverte le 18 juillet 1840 par la Société anonyme du chemin de fer de Paris à Saint-Cloud et Versailles, c'est aujourd'hui une gare de la Société nationale des chemins de fer français (SNCF)  desservie par les trains de la ligne L du Transilien (réseau Paris-Saint-Lazare). Elle se situe à une distance de 20,4 km de la gare de Paris-Saint-Lazare. Elle a pour l'essentiel conservé son apparence ainsi que son bâtiment des voyageurs d'origine.

## Situation ferroviaire
La gare est située à flanc de coteau, au nord du centre-ville. Établie à 114 m d'altitude, elle se situe au point kilométrique (PK) 20,351 de la ligne de Paris-Saint-Lazare à Versailles-Rive-Droite. Elle constitue le treizième point d'arrêt de la ligne après Chaville-Rive-Droite et précède la gare de Montreuil.

## Histoire
Le projet de chemin de fer de Paris à Versailles, qui doit traverser le territoire de la commune de Viroflay, provoque une grande méfiance, voire une hostilité, de la part du conseil municipal. La fin supposée des activités liées au roulage sur la grande route de Paris à Versailles, ainsi que les inévitables expropriations créent une franche opposition. Toutefois, elle demeure sans conséquence sur l'avancement du projet. Le 18 juillet 1840, la gare est ouverte au service. En 1841, première année d'exploitation complète, le trafic voyageurs est très modeste : il atteint 12 389 voyageurs, soit trente-cinq par jour en moyenne.
Le passage supérieur de la rue des Marais, réalisé en 1839, est constitué d'une chaussée empierrée recouverte d'un platelage de bois, ce qui le fait généralement désigner le « pont de bois » dans les documents d'archive. Le coude que constitue la rue des Marais à son extrémité sud en rend le franchissement délicat, la Compagnie n'ayant jamais réalisé la demi-lune prévue à cet emplacement. L'ouvrage est consolidé en 1908 par une poutre en béton armé placée sur son axe. Il est finalement reconstruit durant les années 1930, puis remplacé par l'actuel pont en 1976 lors des travaux de rélectrification de la ligne par caténaire. Il est enfin modifié en 1992 dans le cadre des travaux de la liaison La Défense - La Verrière, empruntant le viaduc de Viroflay.
Durant la Première Guerre mondiale, un décret du 13 juillet 1917 déclare l'urgence de la réalisation d'un garage impair à proximité de l'embranchement de Viroflay, mais il n'est pas suivi d'effet. L'actuelle passerelle en béton armé est érigée vers 1925. Durant la Seconde Guerre mondiale, la gare subit un bombardement le 11 août 1944, dommage collatéral d'une campagne visant le viaduc situé à proximité, et unique objectif stratégique des environs pour les alliés. Au XXIe siècle, l'aspect général de la gare a peu évolué depuis son ouverture, et le bâtiment des voyageurs est resté en service depuis les origines.
Le trafic montant quotidien ne dépasse pas 34 voyageurs en 1841, puis 172 par jour en 1893. Il atteint 645 voyageurs en 1938, 2 294 en 1973 et enfin redescend à 2 200 voyageurs par jour en 2003, ce qui en fait la gare au trafic le plus faible de la ligne.

## Fréquentation
De 2015 à 2022, selon les estimations de la SNCF, la fréquentation annuelle de la gare s'élève aux nombres indiqués dans le tableau ci-dessous.
| Année     | 2015      | 2016      | 2017      | 2018      | 2019      | 2020    | 2021      | 2022      | 2023      |
| --------- | --------- | --------- | --------- | --------- | --------- | ------- | --------- | --------- | --------- |
| Voyageurs | 1 427 232 | 1 350 015 | 1 720 725 | 2 147 701 | 2 698 201 | 999 544 | 2 157 680 | 2 426 142 | 2 422 700 |

## Service des voyageurs

### Accueil

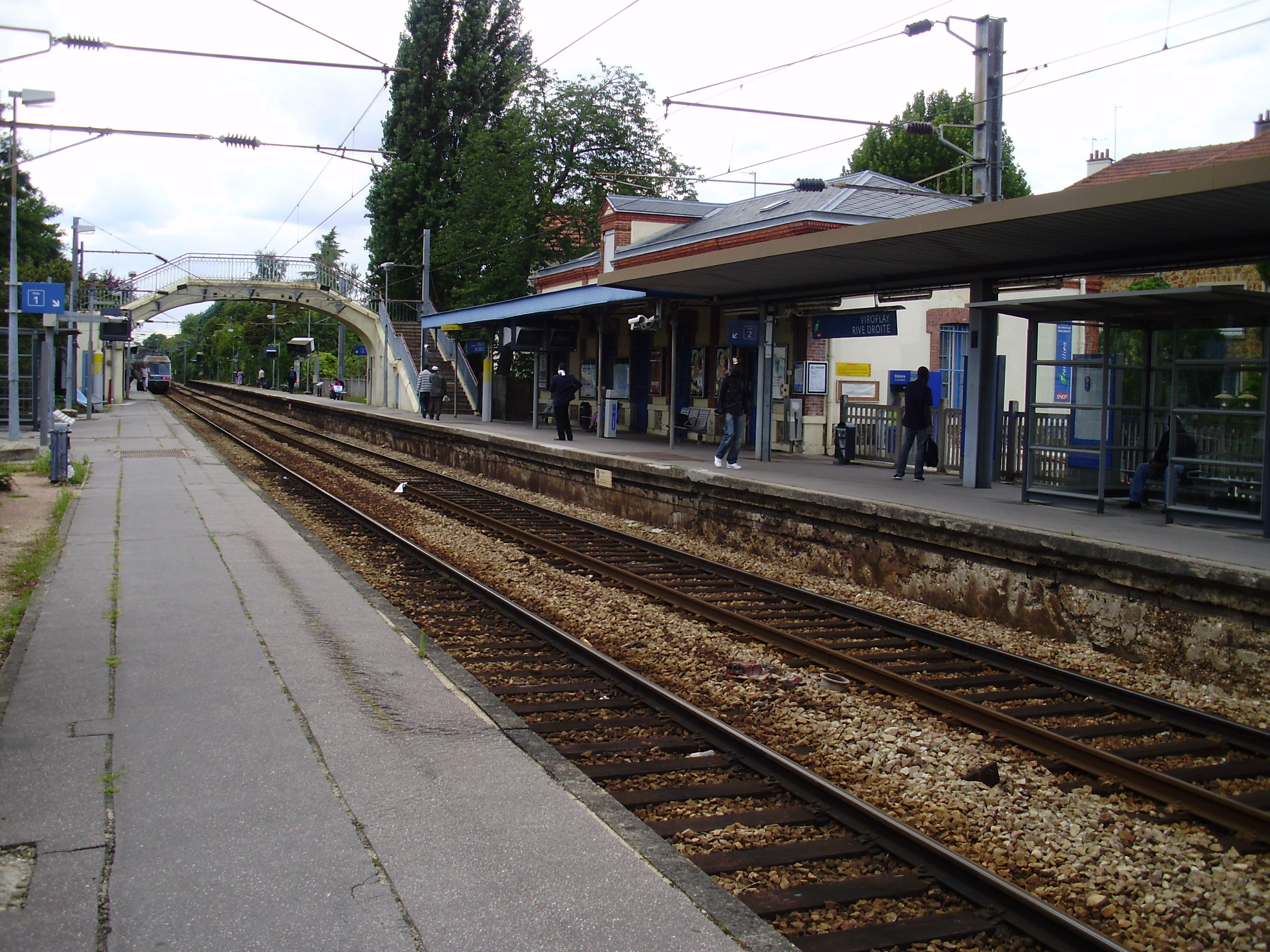
Le bâtiment de la gare et la passerelle vus depuis le quai pour Versailles.

En 2011, un guichet est ouvert tous les jours de 6 h 10 à 1 h 40. Il dispose de boucles magnétiques pour personnes malentendantes. Des automates Transilien sont également disponibles. Une boîte aux lettres est située à l'extérieur.
Un parc relais payant de 60 places, dit Coste et Bellonte, est aménagé pour les véhicules.

### Desserte

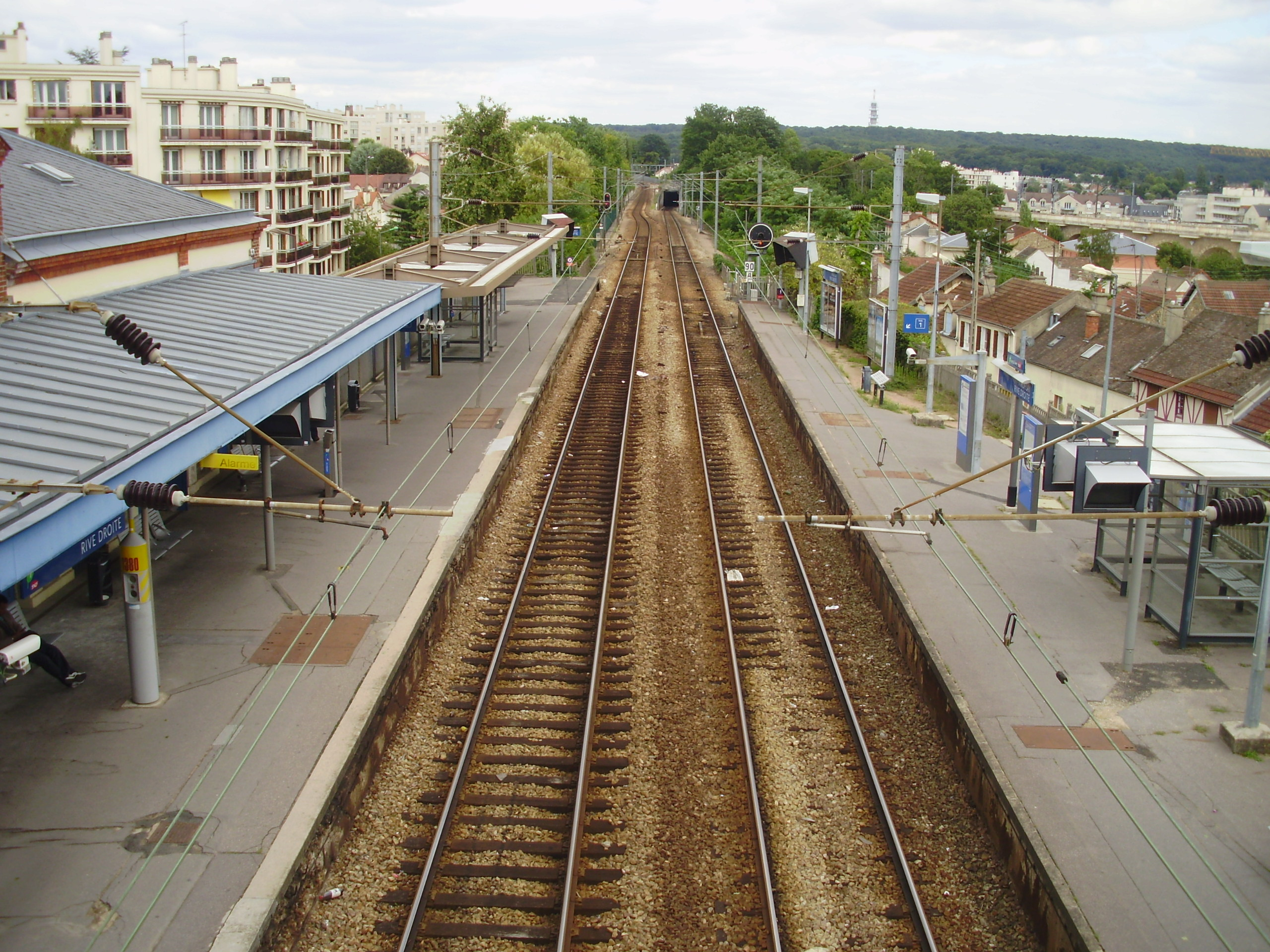
Les quais vus depuis la passerelle en regardant vers Chaville-Rive-Droite avec, à l'arrière-plan, sur la voie de droite, la sortie du saut-de-mouton en dessous de la bifurcation de Viroflay.

Elle est desservie par les trains du réseau Transilien Paris Saint-Lazare (ligne L) empruntant la ligne de Versailles-Rive-Droite, à raison (par sens) d'un train toutes les 15 minutes aux heures creuses, de 4 à 8 trains par heure aux heures de pointe et d'un train toutes les 30 minutes en soirée. Le temps de trajet est, selon les trains, de 23 à 32 minutes depuis la gare de Paris-Saint-Lazare.

### Correspondances
La gare est desservie par la ligne 6207 du réseau de bus Grand Versailles et par la ligne 171 du réseau de bus RATP (à distance, depuis l’arrêt Gabriel Péri).
Depuis le 28 mai 2016, la gare est en correspondance avec la ligne de tramway T6, dont elle est un des terminus, la reliant approximativement en 38 minutes à la station de métro Châtillon - Montrouge (ligne 13 du métro de Paris).

## Galerie de photographies

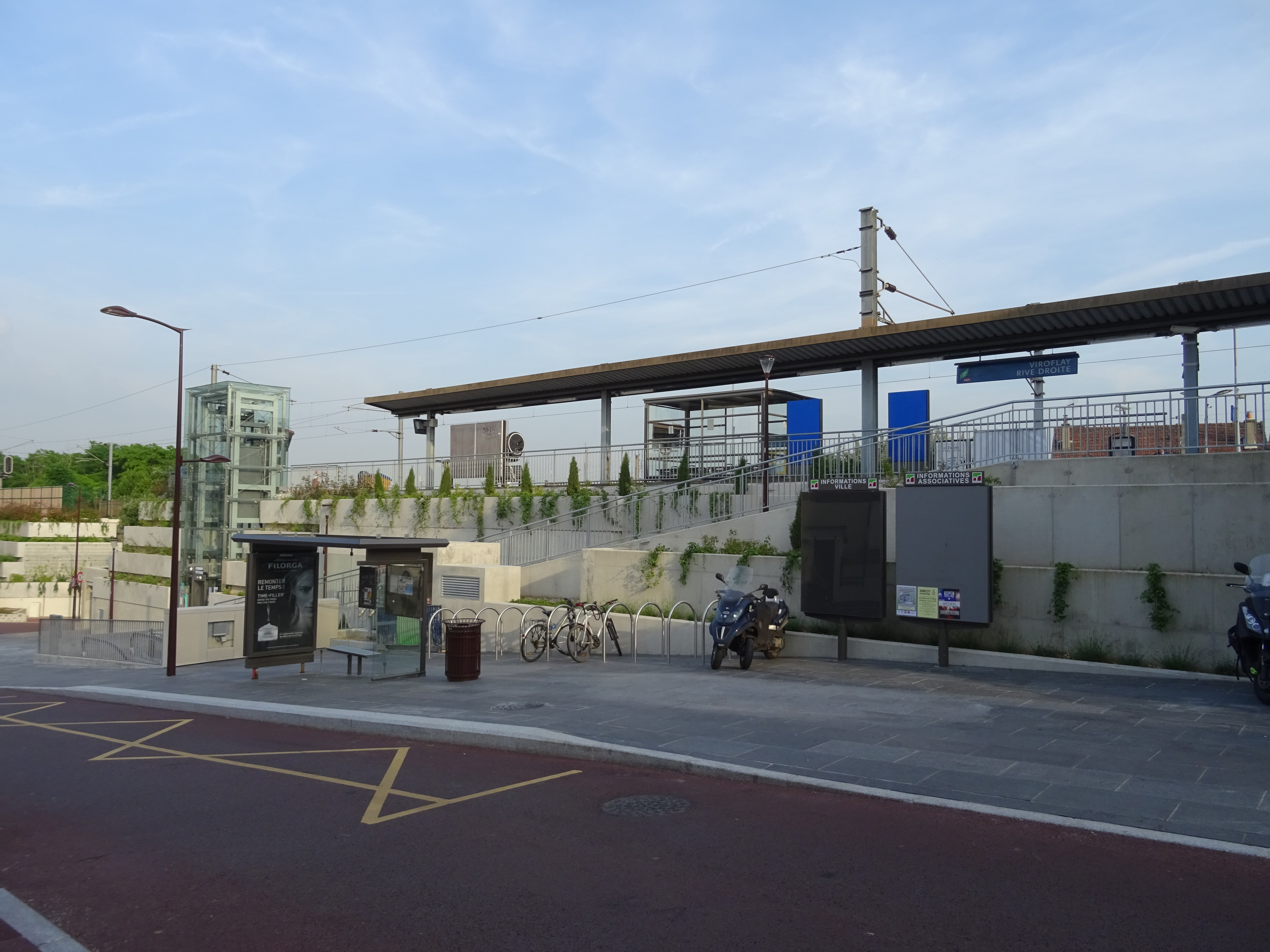
Plate-forme de correspondance entre le tramway T6, le bus et la ligne L du Transilien.
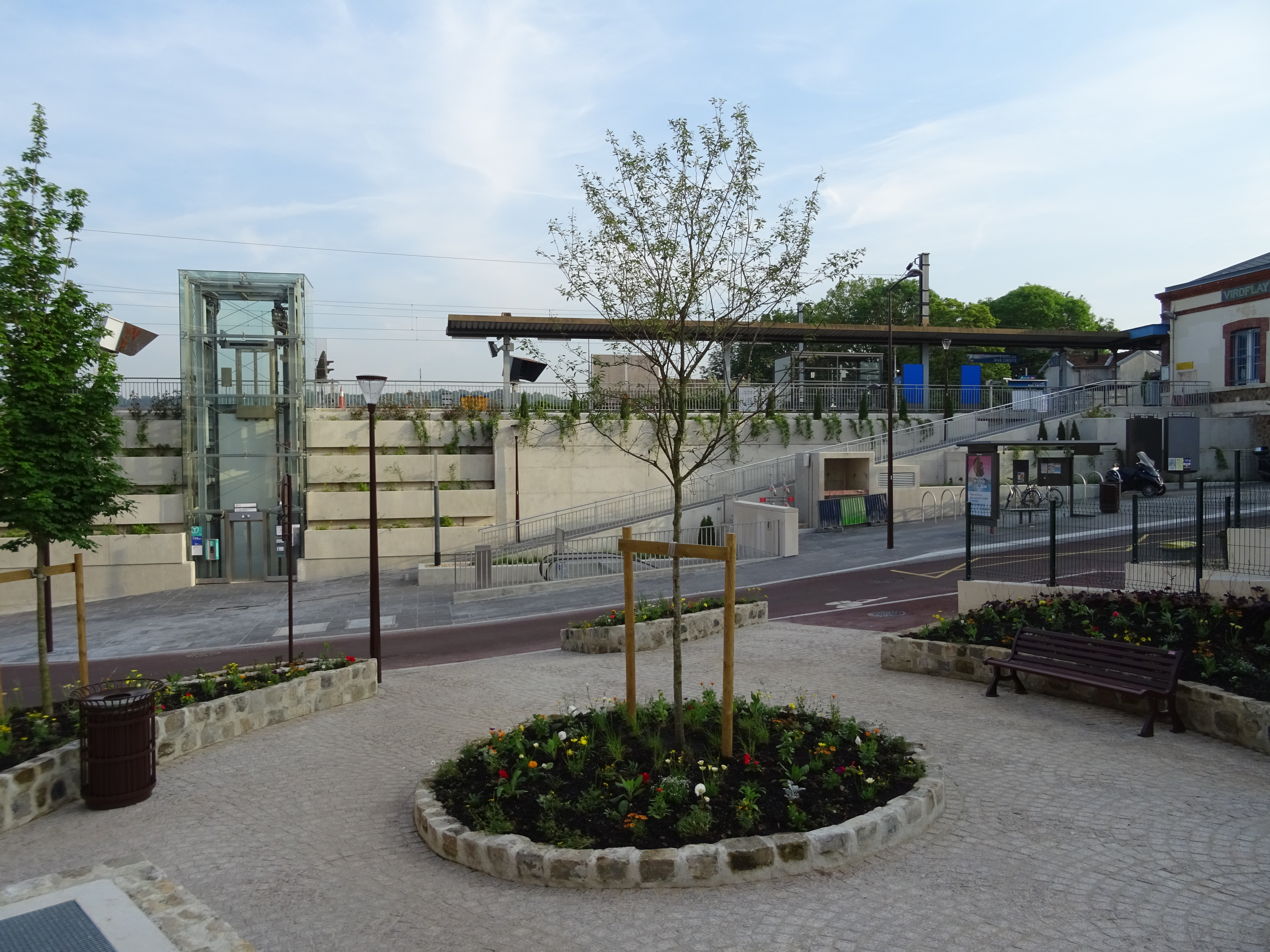
Vue depuis la place Stalingrad.
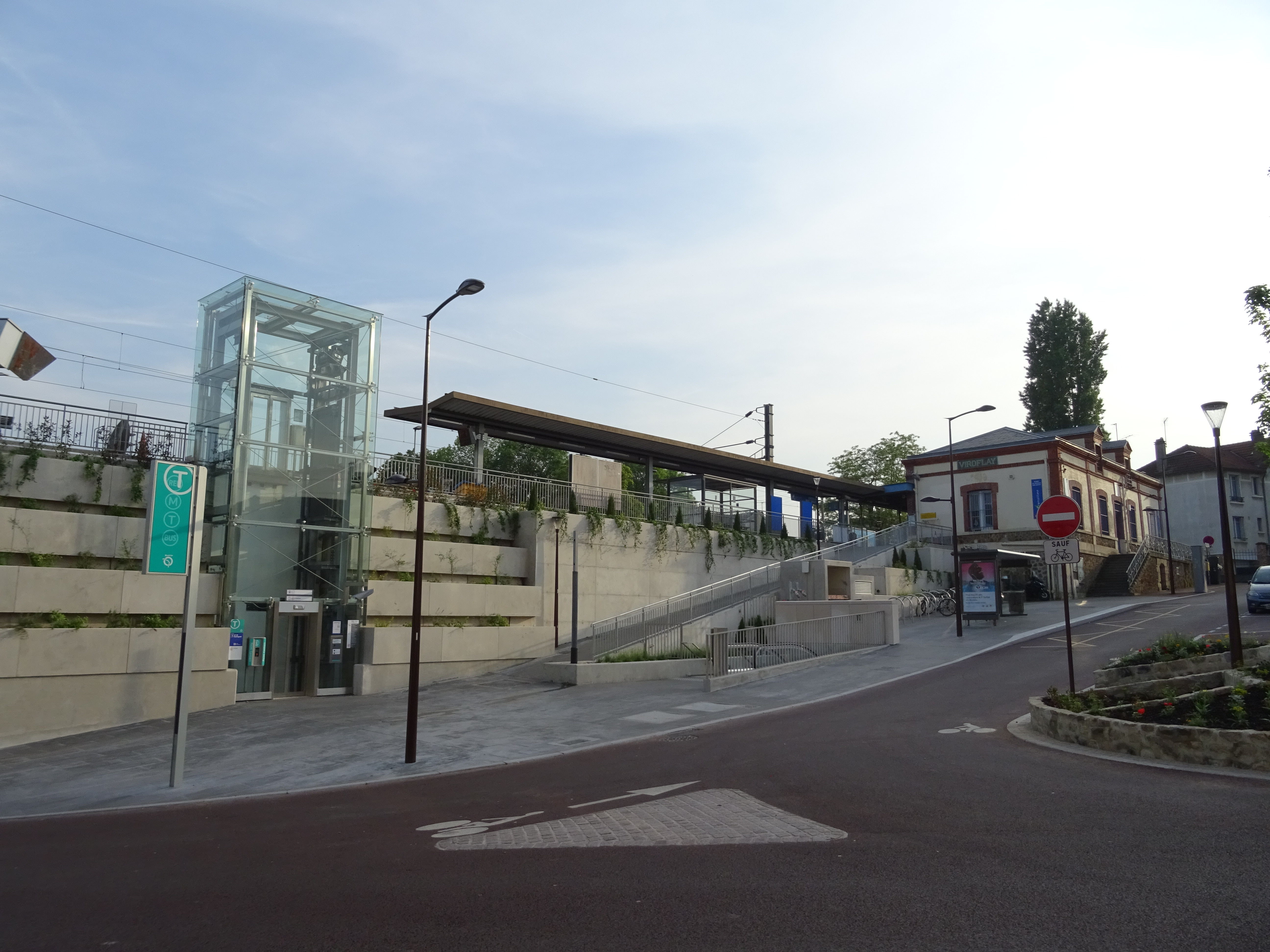
Vue de la gare en contre-plongée.
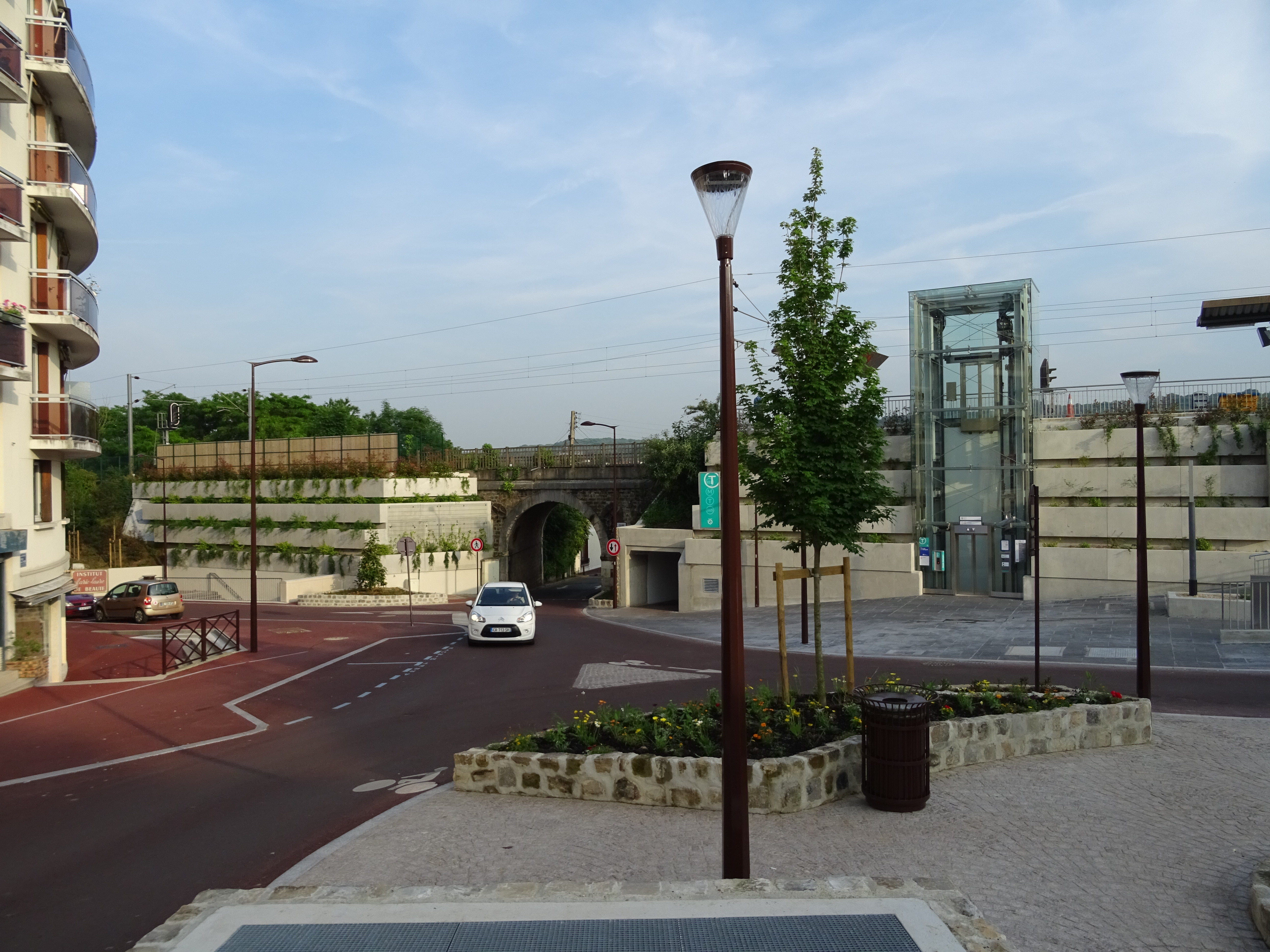
Les deux accès au tramway.
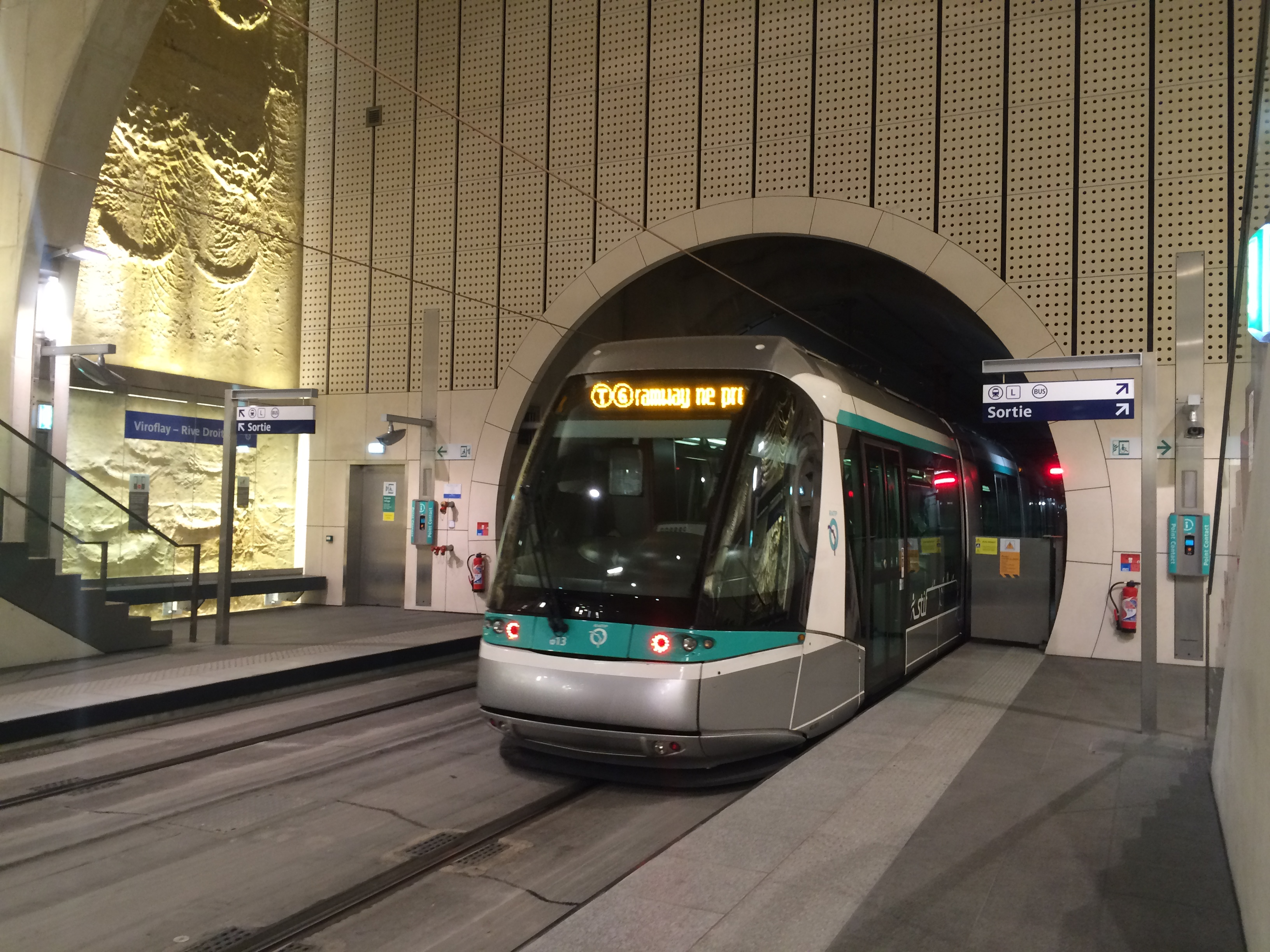
Quais de la station de tramway.